# Pekzwarte spitsmuis
De pekzwarte spitsmuis (Crocidura picea)  is een zoogdier uit de familie van de spitsmuizen (Soricidae). De wetenschappelijke naam van de soort werd voor het eerst geldig gepubliceerd door Sanderson in 1940.